# Bir Lahlou
Bir Lahlou est une localité dans le nord-est du Sahara occidental sous contrôle du Front Polisario. Elle est située à 236 kilomètres d'Es-Semara et à quelques kilomètres du village mauritanien d'Ain Ben Tili. Elle compte un dispensaire, une école, et une mosquée.

## Toponymie
Bir Lahlou est également orthographiée Bir Lehlou ou Bir Lalou. En arabe est s'écrit: بئر لحلو. Cependant une traduction en arabe standard moderne serait « bi'r al-hilwa » بئر الحلوة. Le nom est une transcription de l'arabe hassaniyya et signifie « la source (d'eau) douce ».

## Géographie politique
(décembre 2022).
Si vous disposez d'ouvrages ou d'articles de référence ou si vous connaissez des sites web de qualité traitant du thème abordé ici, merci de compléter l'article en donnant les références utiles à sa vérifiabilité et en les liant à la section « Notes et références ».
Le Sahara occidental est inscrit depuis 1963 sur la liste des territoires non autonomes des Nations unies. Conformément aux résolutions pertinentes de l’Assemblée générale et du Conseil de sécurité, son statut définitif doit être déterminé par un processus d’autodétermination libre et équitable, sous l’égide des Nations unies. 
Le territoire est revendiqué à la fois par le Royaume du Maroc et par le Front Polisario. Depuis la fin des années 1980, le Maroc administre la majeure partie de la zone située à l’ouest du « mur de défense » – un système de fortifications militaires séparant les zones les plus peuplées de l’ouest, sous contrôle marocain, des zones moins peuplées situées à l’est. L’ONU ne reconnaît pas la souveraineté du Maroc sur le Sahara occidental et considère la présence marocaine comme une administration de facto, dans l’attente d’une solution définitive.
À l’est du mur se trouve une zone faiblement peuplée, sous contrôle du Front Polisario, encadrée par les dispositions du cessez-le-feu de 1991 et de l’Accord militaire n° 1 signé en 1997. La Mission des Nations unies pour l’organisation d’un référendum au Sahara occidental (MINURSO) est chargée de surveiller le respect du cessez-le-feu et de faciliter le processus de règlement pacifique.
Le Front Polisario a établi certaines de ses structures administratives dans la localité de Bir Lahlou, située à l’est du mur, tout en proclamant Laâyoune – située à l’ouest et administrée par le Maroc – comme capitale de la République arabe sahraouie démocratique (RASD).
Malgré, l'occupation illégale du Sahara occidental par le Maroc, les Nations unies continuent de considérer que toute solution doit reposer sur le principe d’autodétermination du peuple sahraoui, tel qu’affirmé par les résolutions 1514 (XV) et 2625 (XXV) de l’Assemblée générale.

## Historique
Depuis la fin 1975, la Radio Nacional de la Republica Árabe Saharaui Democrática, la radio nationale de la RASD, émet depuis Bir Lahlou.
La création de la RASD est proclamée depuis Bir Lahlou, le 27 février 1976.
Le 20 mai 2005, à l'occasion du 32e anniversaire du début de la lutte armée du Front Polisario, l'école primaire « José Ramón Diego Aguirre » est symboliquement inaugurée à Bir Lahlou, en hommage à un colonel et historien espagnol, premier étranger à recevoir honorifiquement la nationalité sahraouie. 
Le 27 février 2010, le 34e anniversaire de la proclamation se tient à Bir Lahlou, avec la présence de plusieurs ambassadeurs africains et sud-américains.
Le 12 octobre 2011, lors des célébrations du 36e Jour d'unité nationale, le commandant de la 5e région militaire, Hama, Salama, inaugure une extension de l'école « José Ramón Diego Aguirre », ainsi qu'une mosquée.

## Jumelages
- Artziniega (Espagne)[5]
- Batna (Algérie) depuis le 8 juillet 2009
- Benalúa de las Villas (Espagne), depuis 2001
- Bientina (Italie)[6]
- Capraia e Limite (Italie)[6]
- Campi Bisenzio (Italie) depuis le 28 janvier 1993[7]
- El Oued (Algérie) depuis le 27 mars 2013[8]
- Pozuelo de Alarcón (Espagne) depuis le 23 avril 2008
- Prato (Italie) depuis le 19 mars 1999[9]
- La Rinconada (Espagne)
- Montemurlo (Italie)[6]
- Monteroni d'Arbia (Italie)[6]
- Montevarchi (Italie)[6]
- Novelda (Espagne) depuis décembre 1998[10]
- San Piero a Sieve (Italie)[6]
- Sagunto (Espagne) depuis le 29 novembre 2003
- Tolosa (Guipuscoa) (Espagne) depuis 1996[11]
- Tomelloso (Espagne) depuis le 10 mars 1994[12]
- Trapagaran (Espagne)[13]
- Vecchiano (Italie)[6]